# Зорин, Денис Игоревич
Денис Игоревич Зорин (29 декабря 1991, Суровикино, Волгоградская область — 26 февраля 2022, Украина) — российский военнослужащий 247-го гвардейского десантно-штурмового Кавказского казачьего полка 7-й гвардейской десантно-штурмовой дивизии. Участник военной операции в Сирии (2015—2021) и вторжения России на Украину. Гвардии старший лейтенант. Герой Российской Федерации (посмертно, 2022).

## Биография
Родился 29 декабря 1991 года в городе Суровикино Волгоградской области.
С детства жил на хуторе Манойлин Клетского района Волгоградской области, где в 2008 году окончил Манойлинскую среднюю школу. В последующие годы окончил Волгоградский государственный аграрный университет, в котором прошёл подготовку на военной кафедре. Некоторое время работал в компании «Сады Придонья». Занимался боксом и кикбоксингом.
С 2015 года — на военной службе. Проходил службу по контракту в 247-м гвардейском десантно-штурмовом Кавказском казачьем полку 7-й гвардейской десантно-штурмовой дивизии в городе Ставрополь. Участник военной операции в Сирии, проводимой Россией с 2015 года.
С 24 февраля 2022 года принимал участие во вторжении России на Украину. Погиб 26 февраля 2022 года в ходе выполнения задания. Местом смерти офицера, по данным украинских СМИ вероятно, стал город Новая Каховка в Херсонской области.
Похоронен 9 марта на кладбище хутора Манойлин Клетского района Волгоградской области.
«За героизм, мужество и отвагу, проявленные при исполнении воинского долга», Указом Президента Российской Федерации от 31 марта 2022 года гвардии старшему лейтенанту Зорину Денису Игоревичу присвоено звание Героя Российской Федерации (посмертно).
Золотая звезда Героя Российской Федерации была передана матери Д. И. Зорина губернатором Волгоградской области А. И. Бочаровым 21 апреля 2022 года в Зале воинской и трудовой славы Администрации Волгоградской области, на одной из мраморных плит которого увековечено имя Зорина.

## Награды
- Герой Российской Федерации (2022);
- ведомственные медали Министерства обороны Российской Федерации («За боевые отличия» и др.)